# Bí kíp luyện rồng: Vùng đất bí ẩn
Bí kíp luyện rồng: Vùng đất bí ẩn (tên gốc tiếng Anh: How to Train Your Dragon: The Hidden World) là một bộ phim hoạt hình máy tính 3D hành động giả tưởng Mỹ năm 2019 do hãng DreamWorks Animation sản xuất và hãng Universal Pictures chịu trách nhiệm phát hành. Bộ phim dựa trên cuốn sách cùng tên của nữ nhà văn Cressida Cowell, là phần tiếp theo của Bí kíp luyện rồng 2 (2014) và cũng là phần cuối cùng trong bộ ba phim điện ảnh Bí kíp luyện rồng. Dưới phần kịch bản và chỉ đạo đạo diễn của Dean DeBlois, Bí kíp luyện rồng: Vùng đất bí ẩn có sự tham gia của các sao lồng tiếng như Jay Baruchel, America Ferrera, Cate Blanchett, Craig Ferguson và F. Murray Abraham. Nội dung phim theo chân Nấc Cụt trong cuộc hành trình tìm kiếm một con rồng thần, cùng lúc đó Răng Sún bắt đầu một mối quan hệ mới với một cô rồng Quỷ Ánh sáng trắng, đồng thời cả hai phải đối mặt với mối đe dọa từ tên thợ săn rồng tàn nhẫn Grimmel.
Bí kíp luyện rồng: Vùng đất bí ẩn được công chiếu ra mắt vào ngày 3 tháng 1 năm 2019 tại Úc, sau đó bắt đầu được công chiếu rộng rãi từ ngày 6 tháng 2 tại Việt Nam và ngày 22 tháng 2 năm 2019 tại Mỹ. Đây là phim điện ảnh đầu tiên của hãng DreamWorks Animation mà Universal Pictures chịu trách nhiệm phân phối. Phim nhận được nhiều lời tán dương từ giới chuyên môn, với những đánh giá cao dành cho phần hoạt họa, hành động, nhạc nền, lồng tiếng và cao trào cảm xúc trong nội dung câu chuyện cũng như đoạn kết phim. Bí kíp luyện rồng: Vùng đất bí ẩn đã thu về hơn 525 triệu USD toàn cầu, trở thành phim hoạt hình có doanh thu cao thứ năm trong năm 2019, cũng như phim hoạt hình có doanh thu cao nhất của hãng Universal mà không do Illumination sản xuất. Tại Giải Oscar lần thứ 92, phim đã nhận được đề cử cho Phim hoạt hình hay nhất.

## Nội dung
Một năm sau khi trở thành thủ lĩnh, Nấc Cụt, Quỷ Bóng đêm Răng Sún cùng những kỵ sĩ rồng tiếp tục giải cứu những con rồng bị bắt để đưa chúng đến Berk. Những nỗ lực của họ dẫn đến việc hòn đảo giờ có quá nhiều rồng. Nấc Cụt mong muốn tìm thấy "Thế giới bí ẩn", một nơi trú ẩn an toàn cho loài rồng mà người cha quá cố Stoick từng nhắc đến. Trong khi đó, một con rồng Fury trắng được trao cho thợ săn rồng khét tiếng Grimmel làm mồi nhử để hắn bắt Răng Sún về cho các lãnh chúa. Răng Sún phát hiện ra cô Fury trắng trong rừng, cả hai mê mẩn nhau cho đến khi Quỷ Ánh sáng cảm nhận được Nấc Cụt đang ở gần đó nên đã bỏ trốn. Nấc Cụt và Tuffnut sau đó phát hiện ra bẫy rồng của Grimmel. Grimmel đến thăm Nấc Cụt vào đêm đó, yêu cầu cậu giao hắn con Răng Sún, đồng thời tiết lộ hắn đã săn lùng tất cả các Quỷ Bóng đêm khác trên thế giới. Nấc Cụt phục kích hắn và Grimmel trốn thoát, còn những con rồng Deathgripper của hắn đã thiêu rụi nhà của Nấc Cụt và gần như toàn bộ hòn đảo Berk. Nấc Cụt tập hợp các công dân và những con rồng, lên nhiệm vụ tìm kiếm Thế giới Bí ẩn, bảo vệ lũ rồng khỏi những kẻ săn rồng.
Giữa hành trình, dân Berk khám phá ra một hòn đảo. Ban đầu họ chỉ định nghỉ ngơi, nhưng họ nhanh chóng định cư ở đó, đặt tên cho nơi đó là "Berk Mới". Thấy Răng Sún không thể bay và muốn tìm kiếm Quỷ Ánh sáng, Nấc Cụt đã chế tạo một chiếc đuôi tự động cho nó. Răng Sún bay đi, gặp Quỷ Ánh sáng và cùng cô bay đến một vùng đất vô định. Valka trong lúc đang do thám đã nhận thấy đội quân của Grimmel đang đến gần. Nấc Cụt và những kỵ sĩ rồng tiến đến bắt Grimmel, nhưng rơi vào bẫy của hắn và không thoát ra được. Nấc Cụt, Astrid và con rồng Stormfly của cô, lên đường tìm kiếm Răng Sún. Họ tìm ra Thế giới Bí ẩn và thấy Răng Sún cùng Quỷ Ánh sáng đang dẫn dắt những con rồng đến đó. Khi hai người bị phát hiện, Răng Sún giải cứu họ và giao họ lại cho người Berk, Nấc Cụt nhận ra con người sẽ là những kẻ xâm nhập, và họ không an toàn khi ở trong Thế giới Bí ẩn. Grimmel bí mật theo Ruffnut đến Berk Mới, bắt giữ Răng Sún và Quỷ Ánh sáng. Grimmel bắt những con rồng còn lại của Berk và giữ Quỷ Ánh sáng làm con tin.
Với sự động viên của Astrid, Nấc Cụt cùng các kỵ sĩ rồng lên đường ngăn chặn Grimmel cùng đội quân của hắn. Họ bắt gặp đội quân của Grimmel khi hắn mất cảnh giác, kích động trận chiến và giải thoát lũ rồng. Với sự giúp đỡ từ Stormfly, Nấc Cụt giải thoát Răng Sún. Nấc Cụt và Răng Sún đuổi theo và đánh bại đàn Deathgripper của Grimmel, nhưng Grimmel đã đánh Răng Sún giữa không trung khiến con rồng bất lực ngã xuống. Nấc Cụt nhận ra mình không thể một mình giải cứu Răng Sún nên đã giải thoát cho Quỷ Ánh sáng và cầu xin cô cứu Răng Sún. Nấc Cụt hy sinh bản thân để cứu Răng Sún khi cả anh và Grimmel lao thẳng về phía biển, tuy nhiên, Quỷ Ánh sáng đã quay lại cứu Nấc Cụt, còn Grimmel rơi xuống biển và chết. Trở lại hòn đảo, Răng Sún và Nấc Cụt nhận ra loài rồng sẽ không bao giờ an toàn khi ở trong thế giới loài người. Nấc Cụt chào tạm biệt Răng Sún, và tất cả cư dân Berk rơi nước mắt để những con rồng của họ bay về Thế giới Bí ẩn. Quỷ Ánh sáng dẫn những con rồng đi và Răng Sún cũng bay đi theo chúng. Một thời gian sau, Nấc Cụt và Astrid kết hôn và trở thành thủ lĩnh của Berk Mới.
Nhiều năm sau, Răng Sún và Quỷ Ánh sáng sinh ra ba con rồng lai tên là Night Light. Nấc Cụt, Astrid và hai đứa con của họ chèo thuyền vượt biển đến thăm chúng ở rìa Thế giới Bí ẩn. Sau khi giới thiệu con trai và con gái của mình với người bạn cũ, Nấc Cụt và Astrid đưa các con của họ bay cùng Răng Sún và Stormfly, cùng với Quỷ Ánh sáng và các con của chúng. Nấc Cụt thề rằng cho đến khi loài người sẵn sàng chung sống hòa bình với loài rồng, những con rồng sẽ chỉ ở ẩn, còn người Berk sẽ bảo vệ bí mật của chúng.

## Lồng tiếng
- Jay Baruchel trong vai Nấc Cụt[9]
- America Ferrera trong vai Astrid[9]
- F. Murray Abraham trong vai Grimmel[10]
- Cate Blanchett trong vai Valka[9]
- Gerard Butler trong vai Stoick the Vast[11]
- Craig Ferguson trong vai Gobber the Belch[12]
- Jonah Hill trong vai Snotlout Jorgenson[12]
- Christopher Mintz-Plasse trong vai Fishlegs Ingerman[12]
- Kristen Wiig và Justin Rupple trong vai Ruffnut và Tuffnut Thorston[13]
- Kit Harington trong vai Eret[10]
- David Tennant trong vai Spitelout và Ivar the Witless

## Sản xuất

### Phát triển
Vào tháng 10 năm 2010, CEO của DreamWorks Animation, Jeffrey Katzenberg đã thông báo sẽ có ba phần trong loạt phim. Dean DeBlois, tác giả và đạo diễn của bộ phim, nói rằng Bí kíp luyện rồng 2 là phần kết thúc: "Có một số nhân vật và tình huống xuất hiện trong phần thứ hai quan trọng hơn phần ba." DeBlois nói trong một cuộc phỏng vấn anh sẽ quyết làm phần ba và nó sẽ được phát hành vào năm 2016. Mặc dù bản bộ truyện lại theo mặt khác để kể về Nấc Cụt và các Vikings, Cressida Cowell cho rằng ba bộ phim và bộ sách sẽ có kết thúc tương tự, và cũng giải thích thêm lí do sẽ không còn thêm rồng nữa.
Bộ phim được sản xuất bởi Bonnie Arnold, với DeBlois và Chris Sanders là sản xuất điều hành; Sanders là nhà xuất điều hành của bộ phim thứ hai và là đạo diễn của bộ phim đầu tiên. Jay Baruchel, Gerard Butler, Craig Ferguson, America Ferrera, Jonah Hill, Christopher Mintz-Plasse và Kristen Wiig sẽ trở lại trong phần phim thứ ba. Justin Rupple thay T.J. Miller làm Tuffnut. Cate Blanchett cũng sẽ tiếp tục vai trò Valka của cô từ bộ phim thứ hai. Vào ngày 14 tháng 11 năm 2017, có thông báo rằng Kit Harington sẽ tiếp tục đảm nhiệm vai trò Eret và F. Murray Abraham đã tham gia diễn xuất. Trong giai đoạn đầu sản xuất, DeBlois tuyên bố Djimon Hounsou cũng sẽ trở lại với vai Drago Bludvist. Vào ngày 17 tháng 4 năm 2018, DreamWorks Animation đã thông báo tiêu đề tên của phần tiếp theo sẽ là Vùng đất bí ẩn: Bí kíp luyện rồng

### Âm nhạc
John Powell, người sáng tác nhạc cho hai bộ phim trước đó, cũng quay lại để soạn cho phần ba. Ngoài ra, cộng tác của Powell là Batu Sener, Anthony Willis và Paul Mounsey cũng giúp Powell bổ sung phần nhạc. Trở lại từ các bộ phim trước, Jónsi đã viết một bài hát mới cho phim lần này, với tựa đề "Together From Afar", được phát hành dưới dạng đĩa đơn vào ngày 31 tháng 1 năm 2019. Jónsi cũng hát cho ca khúc "The Hidden Wortd".
| STT | Nhan đề                                                | Thời lượng |
| --- | ------------------------------------------------------ | ---------- |
| 1.  | "Raiders Return to Busy, Busy Berk"                    | 5:26       |
| 2.  | "Dinner Talk / Grimmel's Introduction"                 | 3:53       |
| 3.  | "Legend Has It / Cliffside Playtime"                   | 4:21       |
| 4.  | "Toothless: Smitten"                                   | 3:15       |
| 5.  | "Worst Pep Talk Ever"                                  | 2:40       |
| 6.  | "Night Fury Killer"                                    | 3:35       |
| 7.  | "Exodus!"                                              | 4:38       |
| 8.  | "Third Date"                                           | 6:48       |
| 9.  | "New 'New Tail'"                                       | 1:28       |
| 10. | "Furies in Love"                                       | 3.03       |
| 11. | "Killer Dragons"                                       | 5:04       |
| 12. | "With Love Comes a Great Waterfall"                    | 2:08       |
| 13. | "The Hidden World" (feat. Jónsi)                       | 5:16       |
| 14. | "Armada Battle"                                        | 8:40       |
| 15. | "As Long As He's Safe"                                 | 6:29       |
| 16. | "Once There Were Dragons"                              | 5:45       |
| 17. | "Together From Afar" (Sáng tác và thực hiện bởi Jónsi) | 3:17       |

| Bonus Track | Bonus Track              | Bonus Track |
| STT         | Nhan đề                  | Thời lượng  |
| ----------- | ------------------------ | ----------- |
| 18.         | "The Hidden World Suite" |             |

## Phát hành
Vào tháng 9 năm 2012, 20th Century Fox, đối tác phân phối của DreamWorks Animation, đã thông báo ngày phát hành bộ phim là vào ngày 17 tháng 6 năm 2016. Vào tháng 9 năm 2014, ngày phát hành đã được chuyển lại vào ngày 9 tháng 6 năm 2017. DeBlois giải thích lí do ngày phát hành thay đổi như vậy vì một bộ phim Bí kíp luyện rồng thường mất ba năm để phát triển cho tới lúc hoàn thành.
Vào tháng 1 năm 2015, ngày phát hành được đẩy lùi từ 9 tháng 6 năm 2017 đến 29 tháng 6 năm 2018. Ngày 18 tháng 6 năm 2016, ngày phát hành được chuyển sang 18 tháng 5 năm 2018, lấy ngày phát hành của The Lego Movie 2: The Second Part của Warner Animation Group. Vào ngày 5 tháng 12 năm 2016, ngày phát hành tại Hoa Kỳ bị lùi trở lại vào 1 tháng 3 năm 2019. Cuối cùng ngày phát hành đã được chuyển vào tháng 9 năm 2018 cho đến ngày 22 tháng 2 năm 2019, sau đó lại lấy ngày của The Turning, một bộ phim hành động của DreamWork ngày 24 tháng 1 năm 2020.
Áp phích của bộ phim được phát hành vào ngày 31 tháng 5 năm 2018. Trailer đầu tiên được công chiếu vào ngày 7 tháng 6 năm 2018, và trailer thứ hai được phát vào ngày 25 tháng 10 năm 2018.

## Đón nhận

### Doanh thu phòng vé
Bí kíp luyện rồng: Vùng đất bí ẩn thu về 160,8 triệu USD chỉ tính riêng tại thị trường Mỹ và Canada và 361 triệu USD tại các quốc gia và vùng lãnh thổ khác, đưa tổng mức doanh thu toàn cầu lên tới 521,8 triệu USD, so với kinh phí sản xuất bộ phim là 129 triệu USD. Deadline Hollywood ước tính lợi nhuận ròng của phim vào khoảng 130 triệu USD, sau khi tổng hợp số liệu doanh thu và các khoản chi.
Tại thị trường Mỹ và Canada, Bí kíp luyện rồng: Vùng đất bí ẩn được công chiếu tại 1.000 rạp chiếu phim vào ngày 2 tháng 2 năm 2019 và thu về 2,5 triệu USD. Phim được phát hành cùng thời điểm với các suất chiếu bổ sung của Fighting with My Family, dự kiến thu về 40–45 triệu USD từ 4.259 rạp chiếu phim trong dịp cuối tuần ra mắt. Sau khi phim thu về 17,5 triệu USD trong ngày đầu tiên công chiếu, bao gồm 3 triệu USD thu về từ suất chiếu sớm đêm thứ Năm, thì các dự đoán cho tổng doanh thu cuối tuần đã được nâng lên 60 triệu USD. Sau ba ngày cuối tuần ra mắt, tác phẩm thu về 55 triệu USD, đứng quán quân về doanh thu phòng vé tuần công chiếu. Phim thu về 30 triệu USD trong dịp cuối tuần thứ hai công chiếu, giữ vững vị trí quán quân trên bảng xếp hạng doanh thu phòng vé, trước khi bị Đại úy Marvel chiếm mất vị trí này trong dịp cuối tuần thứ ba.
Bí kíp luyện rồng: Vùng đất bí ẩn thu về 1,5 triệu USD trong ngày đầu công chiếu tại Úc, lập kỷ lục cho một bộ phim của DreamWorks Animation tại quốc gia này. Tại New Zealand, phim đã thu về 173.000 USD trong ngày đầu công chiếu, trở thành phim điện ảnh của DreamWorks Animation có doanh thu ra mắt cao thứ hai tại quốc gia này, sau Shrek 2. Đến dịp cuối tuần thứ ba, phim đã thu về tổng cộng 41 triệu USD tại thị trường quốc tế. Tính đến ngày 24 tháng 3 năm 2019, các thị trường nước ngoài lớn nhất của phim bao gồm Trung Quốc (53,7 triệu USD), Nga (26,8 triệu USD), Pháp (25,0 triệu USD), Anh Quốc (24,8 triệu USD) và México (21,0 triệu USD).

### Đánh giá chuyên môn
Trên hệ thống tổng hợp kết quả đánh giá Rotten Tomatoes, phim nhận được 90% lượng đồng thuận dựa theo 267 bài đánh giá, với điểm trung bình là 7.27/10. Các chuyên gia của trang web nhất trí rằng, "Phần cuối của bộ ba phim đã đạt được mục đích của nó, Bí kíp luyện rồng: Vùng đất bí ẩn đã đưa câu chuyện của tác phẩm tới một cái kết sáng lạng và đậm tính cảm xúc." Trên trang Metacritic, phần phim đạt số điểm 71 trên 100, dựa trên 42 nhận xét, chủ yếu là những lời khen ngợi. Lượt bình chọn của khán giả trên trang thống kê CinemaScore cho phần phim điểm "A" trên thang từ A+ đến F, trong khi đó trang PostTrak cho biết 90% số khán giả cho phim phản hồi tích cực.
Jennifer Bisset của CNET ca ngợi diễn xuất lồng tiếng của dàn diễn viên chính, phần hình ảnh và các phân cảnh hành động, đồng thời cũng tán dưng mối quan hệ giữa Nấc Cụt và Răng Sún: "Tiếp nối một loạt phim dài tập trung vào tình yêu và gia đình, Bí kíp luyện rồng: Vùng đất bí ẩn đi sâu vào [việc mô tả] những giá trị đó có ý nghĩa như thế nào đối với Răng Sún. Cậu đã trải nghiệm tình yêu. Cậu đã lớn lên. Và với trái tim nặng trĩu đầy thỏa mãn, chúng ta để cậu ấy, và Nấc Cụt, ra đi." Michael Nordine từ IndieWire cho phim điểm B cùng lời bình "Một lần nữa dưới bàn tay đạo diễn của Dean DeBlois, Bí kíp luyện rồng: Vùng đất bí ẩn đã đánh một hợp âm vừa vui vừa buồn khi nhắc nhở khán giả trẻ rằng tất cả những điều tốt đẹp – bao gồm cả thời đại loài rồng – đều sẽ phải kết thúc." Sau đó, anh tiếp tục tán dương phần kỹ xảo CGI, ca ngợi "những hình ảnh hấp dẫn", và nhấn mạnh: "Bản thân phần hoạt hình đã gây ấn tượng mạnh rồi – một cảnh đầu phim miêu tả bầu trời đầy những chú rồng là dấu hiệu cho thấy những kỳ công về mặt hình ảnh sắp xuất hiện – và cuối cùng lại trở thành điểm nhấn của bộ phim." Ben Kenigsberg từ The New York Times thì có những đánh giá tích cực về dàn nhân vật và những thông điệp cảm xúc của phim: "Thêm nhiều buồn vui lẫn lộn và ít những chiến thắng hơn phần phim tiền nhiệm, và tiếp tục dưới bàn tay đạo diễn của Dean DeBlois, Bí kíp luyện rồng: Vùng đất bí ẩn đề cập đến những khó khăn mà Nấc Cụt phải đối mặt với tư cách là một người thủ lĩnh, cả về mặt chính trị lẫn cá nhân. Nếu bạn thực sự yêu con rồng mà bạn đã huấn luyện, thì thông điệp của phim là, hãy để nó ra đi."
Ngược lại, một số nhà phê bình lại cho rằng Bí kíp luyện rồng: Vùng đất bí ẩn có quá nhiều tình tiết phụ được tung hứng và một kết thúc sắp đặt. Trang Movie Crypt kết luận rằng: "Người hâm mộ sẽ thích thú khi thấy các nhân vật đã trưởng thành hơn khi mạch truyện khép lại, nhưng kết thúc cuối vẫn bị trống rỗng. Sau cùng, không có gì thiết thực hơn ngoài việc phải nói lời tạm biệt; những chú rồng và các nhà vô địch của chúng ta cần một kết thúc tốt đẹp hơn thế." Kerry Lengel của Arizona Republic thì nhận xét: "Cốt truyện phim mỏng và holey và các nhân vật chỉ như một trò đùa được lặp đi lặp lại" và gọi tác phẩm là "một nỗ lực lười biếng."

### Giải thưởng
| Giải thưởng                                                 | Ngày                 | Hạng mục                                                   | Đề cử                                                                                | Kết quả   | Nguồn  |
| ----------------------------------------------------------- | -------------------- | ---------------------------------------------------------- | ------------------------------------------------------------------------------------ | --------- | ------ |
| Giải Golden Trailer                                         | 29 tháng 5 năm 2019  | Quảng cáo truyền hình hoạt hình/gia đình xuất sắc nhất     | Universal Pictures, Inside Job Productions                                           | Đề cử     | [ 48 ] |
| Giải Golden Trailer                                         | 29 tháng 5 năm 2019  | Quảng cáo truyền hình gốc xuất sắc nhất                    | DreamWorks Animation, mOcean                                                         | Đề cử     | [ 48 ] |
| Giải Golden Trailer                                         | 29 tháng 5 năm 2019  | Nhạc nền quảng cáo truyền hình gốc xuất sắc nhất           | DreamWorks Animation, Buddha Jones                                                   | Đề cử     | [ 48 ] |
| Giải Sao Thổ                                                | 13 tháng 9 năm 2019  | Phim hoạt hình hay nhất                                    | Bí kíp luyện rồng: Vùng đất bí ẩn                                                    | Đề cử     |        |
| Giải World Soundtrack                                       | 18 tháng 10 năm 2019 | Giải Lựa chọn công chúng                                   | John Powell                                                                          | Đoạt giải |        |
| Giải People's Choice                                        | 10 tháng 11 năm 2019 | Phim điện ảnh gia đình của năm 2019                        | Bí kíp luyện rồng: Vùng đất bí ẩn                                                    | Đề cử     | [ 49 ] |
| Giải People's Choice                                        | 10 tháng 11 năm 2019 | Ngôi sao phim điện ảnh hoạt hình của năm 2019              | America Ferrera                                                                      | Đề cử     | [ 49 ] |
| Giải thưởng của Ủy ban Quốc gia về Phê bình Điện ảnh        | 3 tháng 12 năm 2019  | Phim hoạt hình hay nhất                                    | Bí kíp luyện rồng: Vùng đất bí ẩn                                                    | Đoạt giải | [ 50 ] |
| Giải thưởng của Hiệp hội phê bình phim vùng Washington D.C. | 8 tháng 12 năm 2019  | Phim hoạt hình hay nhất                                    | Bí kíp luyện rồng: Vùng đất bí ẩn                                                    | Đề cử     |        |
| Giải thưởng của Hiệp hội phê bình phim Detroit              | 9 tháng 12 năm 2019  | Phim hoạt hình hay nhất                                    | Bí kíp luyện rồng: Vùng đất bí ẩn                                                    | Đề cử     | [ 51 ] |
| Giải thưởng của Hiệp hội phê bình phim San Diego            | 9 tháng 12 năm 2019  | Phim hoạt hình hay nhất                                    | Bí kíp luyện rồng: Vùng đất bí ẩn                                                    | Đề cử     | [ 52 ] |
| Giải thưởng của Hiệp hội phê bình phim St. Louis            | 15 tháng 12 năm 2019 | Phim hoạt hình hay nhất                                    | Bí kíp luyện rồng: Vùng đất bí ẩn                                                    | Đề cử     |        |
| Giải Quả cầu vàng                                           | 5 tháng 1 năm 2020   | Phim hoạt hình hay nhất                                    | Bí kíp luyện rồng: Vùng đất bí ẩn                                                    | Đề cử     | [ 53 ] |
| Hiệp hội các nhà phê bình Hollywood                         | 9 tháng 1 năm 2020   | Phim hoạt hình hay nhất                                    | Bí kíp luyện rồng: Vùng đất bí ẩn                                                    | Đề cử     | [ 54 ] |
| Giải Critics' Choice                                        | 12 tháng 1 năm 2020  | Phim hoạt hình hay nhất                                    | Bí kíp luyện rồng: Vùng đất bí ẩn                                                    | Đề cử     | [ 55 ] |
| Giải thưởng của Hiệp hội các nhà sản xuất Hoa Kỳ            | 18 tháng 1 năm 2020  | Nhà sản xuất đột phá của phim điện ảnh hoạt hình chiếu rạp | Bí kíp luyện rồng: Vùng đất bí ẩn                                                    | Đề cử     | [ 56 ] |
| Giải Annie                                                  | 25 tháng 1 năm 2020  | Phim hoạt hình hay nhất                                    | Dean DeBlois                                                                         | Đề cử     | [ 57 ] |
| Giải Annie                                                  | 25 tháng 1 năm 2020  | Nhân vật hoạt hình trong sản phẩm điện ảnh hoạt hình       | Dane Stogner                                                                         | Đề cử     | [ 57 ] |
| Giải Annie                                                  | 25 tháng 1 năm 2020  | Nhân vật hoạt hình trong sản phẩm điện ảnh hoạt hình       | Rani Naamani                                                                         | Đề cử     | [ 57 ] |
| Giải Annie                                                  | 25 tháng 1 năm 2020  | Thiết kế sản xuất trong sản phẩm điện ảnh hoạt hình        | Pierre-Olivier Vincent, Kirsten Kawamura, Woonyoung Jung, Iuri Lioi                  | Đề cử     | [ 57 ] |
| Giải Annie                                                  | 25 tháng 1 năm 2020  | Kịch bản trong sản phẩm điện ảnh                           | Dean DeBlois                                                                         | Đề cử     | [ 57 ] |
| Giải Annie                                                  | 25 tháng 1 năm 2020  | Dựng phim trong sản phẩm điện ảnh hoạt hình                | John K. Carr, Mark Hester, Mary Blee                                                 | Đề cử     | [ 57 ] |
| Giải thưởng của Hiệp hội hiệu ứng hình ảnh Hoa Kỳ           | 29 tháng 1 năm 2020  | Môi trường nhân tạo đột phá trong phim điện ảnh hoạt hình  | Chris Grun, Ronnie Cleland, Ariel Chisholm, Philippe Brochu (cho "Thế giới bí ẩn")   | Đề cử     | [ 58 ] |
| Giải thưởng của Hiệp hội hiệu ứng hình ảnh Hoa Kỳ           | 29 tháng 1 năm 2020  | Mô phỏng hiệu ứng đột phá trong phim điện ảnh hoạt hình    | Derek Cheung, Baptiste Van Opastal, Youxi Woo, Jason Mayer (cho "Nước và thác nước") | Đề cử     | [ 58 ] |
| Hiệp hội tuyển diễn viên Hoa Kỳ                             | 30 tháng 1 năm 2020  | Hoạt hình                                                  | Christi Soper Hilt                                                                   | Đề cử     | [ 59 ] |
| Nghiệp đoàn chỉ đạo nghệ thuật Hoa Kỳ                       | 1 tháng 2 năm 2020   | Phim hoạt hình                                             | Pierre-Olivier Vincent                                                               | Đề cử     | [ 60 ] |
| Giải Satellite                                              | 7 tháng 2 năm 2020   | Phim hoạt hình hoặc phương tiện hỗn hợp xuất sắc nhất      | Bí kíp luyện rồng: Vùng đất bí ẩn                                                    | Đề cử     | [ 61 ] |
| Giải Oscar                                                  | 9 tháng 2 năm 2020   | Phim hoạt hình hay nhất                                    | Dean DeBlois, Bonnie Arnold và Brad Lewis                                            | Đề cử     | [ 62 ] |